# Mei 2024
Dit artikel geeft een chronologisch overzicht van de belangrijkste gebeurtenissen per dag in de maand mei van het jaar 2024.

## Gebeurtenissen

### 3 mei
- Vanaf de Chinese lanceerbasis Wenchang (op Hainan) wordt de ruimtesonde Chang'e 6 gelanceerd, die aan de achterkant van de Maan (in het Zuidpool-Aitken-bekken) materiaal moet verzamelen en dit terug moet brengen naar de Aarde. De missie zal in totaal 53 dagen duren.[1]

### 4 mei
- In de Braziliaanse deelstaat Rio Grande do Sul vallen zeker 39 doden door extreme regenval en bijbehorende overstromingen. Zeker 68 mensen worden vermist. De stad Porto Alegre wordt ernstig bedreigd door het water.[2]

### 6 mei
- Studenten van de Universiteit van Amsterdam bezetten de campus op Roeterseiland, in een poging om genocide in de oorlog Hamas-Israël te adresseren.[3] Na een grootschalige politie-inzet om de actie te ontruimen, blijkt het merendeel van de studenten onterecht aangehouden te zijn.[4]

### 8 mei
- Het in 1896 tewatergelaten schip Belem komt feestelijk vanuit Griekenland aan in Marseille met de olympische vlam, voorafgaand aan de Olympische Zomerspelen 2024 te Parijs.[5]

### 12 mei
- In het noorden van Afghanistan vallen volgens de plaatselijke autoriteiten zeker 315 doden en meer dan 1.600 gewonden als gevolg van zware overstromingen, die weer het gevolg zijn van hevige regenval. Ook is er veel schade aan gebouwen en infrastructuur.[6]

### 14 mei
- In het westen van Sumatra vallen volgens de plaatselijke autoriteiten zeker 52 doden nadat het eiland drie dagen eerder werd getroffen door overstromingen in combinatie met lahar afkomstig uit de actieve Marapi-vulkaan. Ruim 3.000 eilandbewoners moeten worden geëvacueerd.[7][8]

### 15 mei
- De Franse president Emmanuel Macron roept de noodtoestand uit in het overzeese gebied Nieuw-Caledonië, nadat hier bij aanhoudende protesten meerdere doden zijn gevallen. De plaatselijke bevolking demonstreert tegen een  grondwetswijziging die het stemrecht op het eiland uitbreidt, en waardoor zij zichzelf achtergesteld zien.[9][10]
- De premier van Slowakije, Robert Fico, wordt in de buik geschoten na een bijeenkomst van de regering in Handlová en raakt zwaargewond. De verdachte wordt onmiddellijk gearresteerd. (Lees verder)

### 19 mei
- In Kinshasa vindt een poging tot staatsgreep plaats.

### 21 mei
- De Raad van de Europese Unie keurt unaniem de Verordening Kunstmatige Intelligentie goed.[11]

### 24 mei
- Het dorp Kaokalam in Enga, Papoea-Nieuw-Guinea wordt getroffen door een zware aardverschuiving.[12][13] Enkele dagen later schat de overheid van het land dat meer dan 2.000 mensen zijn omgekomen.

### 27 mei
- De 18-jarige Ryan al Najjar wordt dood aangetroffen nabij de Knardijk in Lelystad. Het openbaar ministerie vermoedt eerwraak.

### 29 mei
- Bij de verkiezingen in Zuid-Afrika verliest het ANC voor het eerst haar absolute meerderheid, zodat een coalitieregering onvermijdelijk wordt.[14]

### 31 mei
- Bij een mesaanval in het Duitse Mannheim zijn meerdere mensen neergestoken. Daarbij is een politieagent overleden aan zijn verwondingen.[15]

## Overleden
← · januari · februari · maart · april · mei · juni · juli · augustus · september · oktober · november · december ·  →